# Camponotus misturus
Camponotus misturus är en myrart som först beskrevs av Smith 1857.  Camponotus misturus ingår i släktet hästmyror, och familjen myror.

## Underarter
Arten delas in i följande underarter:
- C. m. fornaronis
- C. m. misturus